# Trem 27
Trem 27 foi uma banda gaúcha de bluegrass, formada em Porto Alegre, RS e que teve um tempo curto de duração, caracterizada pelo seu som acústico e instrumentos peculiares à música bluegrass norte-americana. Suas influências são os grandes nomes da música bluegrass como Earl Scruggs, Ralph Stanley, Ricky Skaggs, Nashville Bluegrass Band e Bill Monroe. Teve duas indicações ao Prêmio Açorianos de Música em 2003, ganhando o prêmio de melhor grupo pop/rock.

## História
A banda começa em 2002, quando Renato Velho (banjoísta) e o Leandro Roslanieck (bandolim) começam a ensaiar diversos clássicos da música bluegrass. Em seguida se juntam a ela os instrumentistas Marcio Petracco e Heine Wentz. Denis Vanzetto, Diego Garcia e, finalmente Alexandre Rossi fecham a formação final do grupo.
Em 2002 gravam a primeira demo, intitulada "Way Down South" e lançada de forma independente. Em 2003 gravam seu disco "Bluegrass 4 Breakfast" e passam a difundi-lo no Parque da Redenção em Porto Alegre.

## Formação

### Integrantes
- Renato Velho - banjo americano e vocal
- Marcio Petracco - violão e vocal
- Heine Wentz - Violino e Vocal
- Alexandre Rossi - Harmônica
- Leandro Roslanieck - Bandolim
- Denis Vanzetto - Baixo e Vocal
- Diego Garcia - Vocal

## Discografia

### CDs
- Way Down South (2002)
- Bluegrass 4 Breakfast (2003)

## Prêmios e indicações

### Prêmio Açorianos
| Ano  | Categoria         | Indicação             | Resultado |
| ---- | ----------------- | --------------------- | --------- |
| 2003 | Grupo Pop/Rock    | Trem 27               | Venceu    |
| 2003 | Disco de Pop/Rock | Bluegrass 4 Breakfast | Indicado  |